# Sigle nelle telecomunicazioni
Elenco in ordine alfabetico delle sigle usate nella terminologia delle telecomunicazioni.

## A
- A-D     Analog-to-Digital
- ABM     Asyncronous Balanced Mode
- ABR     Available bit rate
- ACD Automatic Call Distribution
- ACU     Automatic Calling Unit
- ADC     Analog-to Digital Converter - convertitore analogico-digitale
- ADCCP   Advance Data communication Control Procedures
- ADSL Asymmetric Digital Subscriber Line
- AIG     AddresIndicating Group
- ADH     Automatic Data Handling
- ADP     Automatic Data Processing
- ADPCM   Adaptive Differential Pulse-Code Modulation
- ADPE    Automatic Data Processing Equipment
- AM      Amplitude Modulation - modulazione di ampiezza
- ANSI American National Standards Institute
- APK     Amplitude Frequency Keying
- ARP Address Resolution Protocol
- ASAP    As Soon As Possible
- ASK Amplitude-shift keying
- ASN.1   Abstract Syntax Notation one
- AWGN    Additive White Gaussian Noise

## B
- BBC Bolck Check Character
- BCD Binary-coded decimal
- BCI Bit-count integrity
- BER Bit Error Ratio
- BERT Bit Error Ratio Tester
- BIU Bus Interface Unit

## C
- CAMA Centralized Automatic Message Accounting
- CCI Co-channel Interference
- CPM Continuous Phase Modulation

## D
- D-A Digital-to-Analog
- DAC Digital to Analog Converter - convertitore digitale-analogico
- DACS Digital Access and Cross-Connect System
- DAMA Demand Assignment Multiple Access
- DSB Double Sideband (Modulation)
- DSSS Direct Sequence Spread Spectrum

## E
- EPC Electronic Product Code

## F
- FDDI Fiber distributed data interface
- FHSS Frequency Hopping Spread Spectrum
- FM Frequency Modulation - modulazione di frequenza
- FSK Frequency-shift keying
- FYI For Your Information

## G
- GARR Gruppo Armonizzazione Reti per la Ricerca (o di Ricerca)

## J
- JTIDS Joint Tactical Information Sistem (sistema interforze di distribuzione delle informazioni) - datalink militare Link-16

## K
- KDC Key Distribution Center

## L
- LAN Local Area Network

## M
- MAN Metropolitan Area Network
- MDMF Multiple Data Message Format
- MSK Minimum-shift Keying

## N
- NATA North American Telecommunications Association
- NPI Numbering Plan Indicator

## O
- OFDM Ortogonal Frequency Division Multiplexing
- ONA Open Network Architecture
- OOK On Off Keying

## P
- PAM Pulse Amplitude Modulation - modulazione di ampiezza di impulso
- PCM Pulse-Code Modulation
- PM Phase Modulation - modulazione di fase
- PHP Hypertext Preprocessor
- PSK Phase-shift keying
- PWM Pulse Width Modulation - modulazione di larghezza di impulso

## Q
- QAM Quadrature Amplitude Modulation - modulazione di ampiezza in quadratura

## R
- RFID Radio Frequency IDentification

## S
- SCPC Single channel per carrier
- SDMF Single Data Message Format
- SNR Signal-to-Noise Ratio
- SSB Single Sideband (Modulation)

## T
- TBC To Be Confirmed
- TBD To Be Defined
- TCM Trellis Coded Modulation
- TON Type Of Number

## U
- UPC Universal Product Code

## V
- VSB Vestigial Sideband (Modulation)

## W
- WAN Wide Area Network
- WLAN Wireless Local Area Network